# Sud Radio (France)
Pour les articles homonymes, voir Sud Radio.
Sud Radio est une station de radio privée généraliste d'information générale, sociétale et politique, économique, sportive et de débat, à vocation nationale, filiale de Fiducial Medias, principalement financée par la publicité.
À partir des années 2010, Sud Radio est abondamment critiquée pour l'espace qu'elle accorde aux théories complotistes et aux idées d'extrême droite et ce, sans contradiction. 

## 1951-1966: naissance d'une station périphérique
Originellement basée en Andorre afin de contourner la législation française interdisant les stations commerciales et consacre un monopole de l’audiovisuel public, elle exploite la modulation d'amplitude. En 1951, un habitant des Vallées d'Andorre, Stanislas Puiggros, impliqué dans la création de Radio Andorre, mais en délicatesse avec ses associés, propose au gouvernement français de lui vendre la licence d'exploitation radiophonique qu'il a trouvée dans sa corbeille de mariage et datant de 1935.
À la demande du président de la République française Vincent Auriol, des négociations chaotiques commencent avec les autorités andorranes pour la construction d'un émetteur. La mise en service se fait le 18 septembre 1958 et la station prend le nom d'Andorradio.
Le 29 mars 1961, un accord avec le Conseil des Vallées d'Andorre stipule que deux stations sont dorénavant autorisées à émettre depuis l'Andorre pour une durée de vingt ans. D'un côté Radio Andorre, plus tournée vers l'Espagne ainsi que l'international et, de l'autre côté, représente une radio plus orientée vers la France, laquelle change de nom pour éviter  toute confusion avec sa rivale. Andorradio devient la Radio des Vallées d'Andorre.
En 1966, Radio des Vallées d'Andorre devient Sud Radio. L'émetteur, situé en principauté d'Andorre au Pic Blanc, près du Pas de la Case, point de jonction avec la France par la route, est modernisé et bénéficie d'une puissance d'émission plus importante (900 kW), permet à Sud Radio de devenir une station périphérique très écoutée dans le Sud-Ouest de la France : Aquitaine, Midi-Pyrénées et Languedoc-Roussillon.

## 1966-1981: radio périphérique depuis l'Andorre
En 1981, la concession de Sud Radio arrive à échéance, les autorités andorranes décident de fermer l'émetteur du Pic Blanc. La même année, le monopole d'État accordé à Radio France, à la fin de la Deuxième Guerre mondiale, pour la radiodiffusion depuis la France, est abrogé par le gouvernement dirigé par Pierre Mauroy, selon la promesse électorale du président François Mitterrand. Sud Radio obtient en novembre 1981 l'autorisation d'émettre depuis l'émetteur de Gauré (non loin de Toulouse) sur la même fréquence, soit 819 kHz.

## 1981-1994: station régionale française
En mars 1986, Sud Radio reçoit l'autorisation d'émettre sur la bande FM française.
L'année suivante, les laboratoires pharmaceutiques Fabre prennent le contrôle de Sud Radio avec, à leurs côtés, des investisseurs régionaux. En 1989, Sud Radio prend le contrôle, à hauteur de 75 %, de la radio Wit FM alors détenue en totalité par le club de football des Girondins de Bordeaux.
En 1994, Sud Radio développe sa zone de diffusion, couvrant désormais 22 départements du sud de la France. Le chiffre d'affaires du groupe passe la barre des 100 millions de francs en 1995. En 1997, le programme de Sud Radio est diffusé dans le bouquet radio de Canal Satellite. En 1998, les activités médias des laboratoires Fabre sont regroupées sous l'entité Sud Communication.

## 1994-2010: émergence d'une radio à vocation nationale
Dès l'année 2000, toutes les émissions de la station sont diffusées en numérique. En 2001, le CSA attribue quatre nouvelles fréquences à Sud Radio en Auvergne-Limousin (Brive, Ussel, Mauriac et Le Puy-en-Velay). En novembre 2005, Sud Communication vend Sud Radio et Wit FM à Sudporters, holding codétenue par le groupe Start, les stations Alouette et Scoop ainsi que par le fonds FEDERI. Après RMC en 2000, pour la seconde fois en France une radio périphérique historique est reprise par un pool de radios créées après la libéralisation des ondes, en 1981. Une nouvelle grille est lancée l'année suivante avec le nouveau format « Show et Info ».
En 2008, Sud Radio déménage ses studios à Labège, près de Toulouse et installe un correspondant permanent à Marseille, dans les Bouches-du-Rhône. Un émetteur permet la couverture de l'agglomération de Marseille-Aix-en-Provence, soit un bassin d'audience potentielle de plus de 1,3 million de personnes.
En 2009, un plan de sauvegarde de Sud Radio est prononcé par le tribunal de commerce.

## 2010-2011: passage de la radio en catégorie E
En novembre 2010, le CSA sélectionne Sud Radio en catégorie E à Clermont-Ferrand et à Limoges. Le 18 janvier 2011, le CSA sélectionne Sud Radio à Paris sur la fréquence 99.9 FM. Elle commence à émettre en Île-de-France le 10 août 2011 sous le nom de Sud Radio Plus. Le même mois, sur le modèle de sa concurrente RMC, la radio se lance dans une nouvelle grille de programmes en privilégiant la parole donnée aux auditeurs et souhaite exploiter la fin du « politiquement correct ». Un nouveau slogan apparaît alors : « Ouvrez-la ! ». La radio enregistre dès lors les arrivées de Robert Ménard, Guillaume Tatu (ex Beur FM), Pascal Bataille (ex Nostalgie), Karim Hacène (ex Europe 1) et le retour de Gilles Tessier lequel prend en 2010 les commandes du jeu « Duel Gagnant ».

## 2011: polémique des propos discriminatoires
Le 22 août, la radio organise un débat afin de recueillir l'avis de ses auditeurs sur les circonstances de la libération de Dominique Strauss-Kahn, après son incarcération pour viol sur une femme de chambre à New-York. Au cours de deux émissions dédiées au sujet, Cardoze-Mazet, liberté de parole et Ménard en liberté, plusieurs auditeurs font part en direct de leur théorie complotiste concernant le « lobby juif » ou « l'argent des Juifs », avec les réactions timides voire complaisantes de certains journalistes animant l'émission. Si Michel Cardoze s'indigne des propos antisémites, son coanimateur Éric Mazet, lui, insiste complaisamment sur le sujet.
L'émission Ménard en liberté, présentée par le journaliste puis homme politique Robert Ménard, est le théâtre de propos racistes et sexistes d'auditeurs, diffusés en direct à l’antenne, notamment l'un qui qualifie Nafissatou Diallo, la femme de chambre violée par DSK, de « négresse » attirée par l'argent « comme toutes les femmes », ainsi qu'un proverbe sur les violences conjugales qu'il attribue à tort aux Algériens. Robert Ménard s'indigne des propos tenus par cet auditeur, qui les assume totalement.
Le 31 août, le Conseil supérieur de l'audiovisuel décide de mettre en demeure Sud Radio pour « propos discriminatoires ». Sud Radio met aussitôt à pied Éric Mazet, remplacé le 1er septembre par Laurence Peraud pour animer la tranche 16 h - 18 h aux côtés de Michel Cardoze. Un article de fond des Inrockuptibles sur l'affaire dévoile que « Au fil des années, la radio est passée d’une cinquantaine à une grosse dizaine de journalistes ».
Ces polémiques conduisent les Chevaliers du Fiel, duo d'humoristes stars, à quitter la radio. « Le différend porte sur l'état d'esprit de la nouvelle ligne éditoriale de la radio, à savoir une libre antenne avec les dérapages que cela induit. On est contre le fait qu'il se dise n'importe quoi à l'antenne. Artistiquement, cette ligne n'est pas tenable et nous ne voulons pas assumer », explique Éric Carrière au journal La Dépêche du Midi.

## 2011-2013: processus de vente de la radio
Au printemps 2012, après avoir constaté et admis son échec dans le domaine de la radio généraliste, Jean-Éric Valli décide de vendre Sud Radio. Au mois de novembre, des négociations exclusives avec Marc Laufer, ex-directeur général de NextRadioTV, sont ouvertes pour le rachat de la station.
Le 14 février 2013, Sud Radio Groupe annonce avoir mis un terme aux négociations avec Marc Laufer, ce dernier ayant modifié « substantiellement et unilatéralement l'offre qui lui avait permis d'entrer en négociations exclusives ». Marc Laufer se dit toujours « intéressé par le dossier », alors qu'en parallèle et selon le Figaro, Bernard Tapie, avec La Dépêche du Midi, pourrait participer à l'appel à candidature.
Le 4 avril 2013, le CSA valide finalement la cession de la radio au groupe Fiducial.
Le 9 septembre 2013, la vente de Sud Radio à Fiducial Médias par Sud Radio Groupe pour un montant de 7 millions d'euros est validée par le CSA.
À cette occasion, Fiducial Médias prend l'engagement de « renforcer et préciser les stipulations conventionnelles relatives à la part maximale du temps d’antenne consacrée à la musique au regard des autres programmes, notamment d’information et de divertissement, ainsi qu’à la place accordée au rugby dans les programmes et pour la convention de catégorie B du service Sud Radio, aux horaires de diffusion des informations et rubriques du programme régional ».

## 2013-2016: nouvelle approche éditoriale
Une attention particulière est portée au rugby afin que ce sport, historiquement lié à Sud Radio, soit valorisé et soutenu à l'antenne,.
En juin 2016, Bruno Dubois rejoint Sud Radio en qualité de directeur de l'antenne. Le 30 août 2016, Patrick Roger devient le directeur général de la radio. La nouvelle grille, lancée le 5 septembre 2016, est marquée par l'arrivée de Brigitte Lahaie, de 14 h à 16 h, après son départ de RMC, ainsi que de Valérie Expert, André Bercoff, Jacques Pessis, Jean-Luc Petitrenaud, Philippe Verdier, Alain Marty ou Nathalie Shraen-Guirma. Les émissions sont produites depuis les studios parisiens et réalisées depuis les studios toulousains durant toute la saison 2016-2017 — seuls les flashs et les journaux sont produits à Toulouse.

## 2017: la radio devient totalement parisienne
Le 27 juillet 2017, Sud Radio diffuse à 19 h son dernier journal depuis ses locaux de Toulouse. Dès lors, plus un seul salarié ne travaille à cet endroit, des licenciements ayant été prononcés,.

## Positionnements et controverses

### Complotisme et désinformation
À partir de 2011, puis de nouveau 2019, la radio est accusée de pencher fortement vers l'extrême droite et de soutenir des théories complotistes, ce qui lui vaut des controverses de la part de différents observateurs et médias, comme Acrimed, Conspiracy Watch, L'Obs, France-Soir,.
En 2024, Sud Radio est décrite par TF1 comme le « média privilégié des amateurs de théories complotistes ».

#### À propos de la pandémie de Covid
Sud Radio est également controversée pour sa couverture de la pandémie de Covid-19. Selon le magazine Capital, elle « donne largement la parole aux « rassuristes » qui minimisent l'épidémie et ses conséquences ». La plateforme YouTube retire ainsi une vidéo de décembre 2020 pour diffusion d'informations médicales inexactes, fausses ou trompeuses, lors d'une interview de Christian Perronne — invité régulier de la station — et menace de supprimer le compte de la radio.
Pendant la pandémie, Sud Radio participe à la « diffusion du covido-complotisme » en relayant le « monde parallèle » de la désinformation composé de « complotistes » et de médecins et scientifiques controversés ou « rassuristes », tels Christian Perronne et Louis Fouché, ainsi que la généticienne Alexandra Henrion-Caude, désavouée par l'Inserm,. En avril 2021, en raison du relais par la radio de nombreuses théories complotistes, YouTube supprime certaines vidéos de Sud Radio, dans le cadre de la lutte contre les escroqueries ou les fausses informations et menace de supprimer totalement la chaîne YouTube de la chaîne pour diffusion de fausses informations,,,,,. L'émission d'André Bercoff est particulièrement pointée par les vérificateurs de faits.

#### À propos de l'invasion de l'Ukraine par la Russie
En mars 2022, juste après l'interdiction de diffusion des médias d’État russes RT et Sputnik en raison de leur rôle dans la propagande et la désinformation à propos de l'invasion de l'Ukraine, Le Monde écrit, sur les propos tenus par les invités d'André Bercoff sur Sud Radio, où nombre d'entre eux se pressent pour présenter une version relativisant les responsabilités de Vladimir Poutine dans l'attaque, que « cette rhétorique n’aurait pas dépareillé sur RT ou sur Sputnik ».
Sud Radio donne la parole au propagandiste Adrien Bocquet, faisant ensuite le tour des médias en y répandant des mensonges sur l'invasion de l'Ukraine, avant de revenir à deux reprises sur la station, malgré le démenti de ses affirmations effectué entre-temps. Le ministère russe diffuse sur son compte Twitter l'entretien d'Adrien Bocquet avec André Bercoff à des fins de propagande,,.
En 2024, la chaîne est accusée, avec le groupe Bolloré, de favoriser les relais pro-russes du Kremlin dans la guerre en Ukraine qui se déroule depuis le 24 février 2022.

### Proximité avec l'extrême droite
Selon la journaliste et humoriste belge Charline Vanhoenacker, les médias français sont complaisants avec l'extrême droite et banalisent les idées de Marine Le Pen, « surtout ceux comme Sud Radio dont les théories d’Alain Soral sont le fonds de commerce »,. Selon le mensuel CQFD, la radio diffuse des « discours identitaires féroces » et banalise les idées d'extrême droite : André Bercoff, noyau dur de la radio et « collaborateur des sites fachosphériques », « distille à longueur d’ondes les thèses favorites de l’extrême droite »,. En 2017, Christian Latouche, propriétaire et dirigeant de Fiducial, perd un procès en diffamation contre Pierre Haski, directeur de la publication de Rue89, à la suite d'un article rapportant que « (ses) idées politiques radicales flirtent avec celles de l’extrême droite »,.

### Nouveaux propos racistes
Le 21 décembre 2020, Rokhaya Diallo porte plainte contre une auditrice de la station ayant proféré des injures racistes à son encontre, lors de l'émission Les Vraies voix, sans que Philippe Bilger, Céline Pina, le psychologue Jean Doridot, présents lors de l'émission, ni le présentateur Philippe Rossi interviennent pour réagir et condamner les propos tenus. Au contraire, Philippe Bilger, ironisant, déclare : « Attention, Danièle Obono va vous tomber dessus ». Le Conseil supérieur de l’audiovisuel (CSA) indique s'être saisi de l'affaire.
En 2023, l'Autorité de régulation de la communication audiovisuelle et numérique (ARCOM) adresse à la radio une nouvelle mise en demeure, cette fois en raison des propos racistes tenus l'année précédente à l'antenne dans l'émission d'André Bercoff sans contradiction de l'interviewer et même « en approuvant une partie des propos tenus » par l'écrivain d'extrême droite identitaire Renaud Camus.

### Autres sujets de controverse
En 2022, Sud Radio embauche Jean-Jacques Bourdin après son éviction de BFM Radio et de RMC après des accusations d'agression sexuelle.
En mars 2023, Libération constate que l'ensemble des intervenants d'André Bercoff proviennent des milieux d'extrême droite ou complotistes.
Le 26 juin 2024, l'Autorité de régulation de la communication audiovisuelle et numérique (Arcom) met en garde Sud Radio pour des propos climatosceptiques tenus dans l’émission Bercoff dans tous ses états du 7 décembre 2023. L'autorité constate que « plusieurs déclarations venaient contredire ou minimiser le consensus scientifique existant sur le dérèglement climatique actuel, par un traitement manquant de rigueur et sans contradiction »,.

## Identité de la station

### Logos

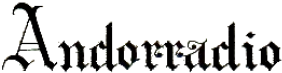
Logo d'Andorradio utilisé de 1958 à 1961
Logo de Sud Radio en 1967
Logo de Sud Radio utilisé de 1991 à 2014
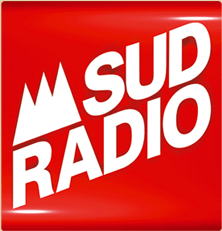
Logo alternatif de Sud Radio utilisé de 2006 à 2014.
Logo de Sud Radio depuis le 2 décembre 2014.

### Slogans
- « Apprendre et comprendre » (2014)
- « Prenez la parole » (2017)
- « Parlons vrai » (2018)

## Programmation
De janvier à mai 2014, Claude Hemmer dirige les programmes de Sud Radio. Puis, sous la direction de Didier Maïsto, le rédacteur en chef Christophe Bordet pilote la grille et les orientations éditoriales,.
Sud Radio consacre alors une part importante de son antenne au sport.
À partir de l'hiver 2019-2020, Sud Radio devient le nouveau partenaire radio du e-Trophée Andros, 31e édition de la course automobile qui passe au tout électrique.

## Diffusion
La zone de diffusion de Sud Radio en FM couvre 31 départements, issus des six régions suivantes : Nouvelle-Aquitaine, Auvergne-Rhône-Alpes, Occitanie, Île-de-France, Corse et Provence-Alpes-Côte d'Azur, ainsi que la principauté de Monaco. Elle est également diffusée en DAB+ (70 % du territoire environ).